# Orientogomphus earnshawi
Orientogomphus earnshawi – gatunek ważki z rodziny gadziogłówkowatych (Gomphidae). Znany tylko z holotypu – samca odłowionego w Taungngu w Mjanmie.